# Resolutie 10 Veiligheidsraad Verenigde Naties
Resolutie 10 van de Veiligheidsraad van de Verenigde Naties werd unaniem aangenomen op 4 november 1946. Men besloot de kwestie-Spanje niet langer op te volgen maar door te schuiven naar de Algemene Vergadering van de Verenigde Naties.

## Achtergrond
Van 1939 tot 1975 werd Spanje geregeerd door dictator generaal Francisco Franco. Een lidstaat van de VN vroeg de Veiligheidsraad te verklaren dat deze situatie internationale spanningen veroorzaakte en de vrede en veiligheid in de wereld in gevaar bracht. In zijn vierde resolutie van 29 april besloot de Raad dit te laten onderzoeken door een subcomité. Franco's regime werd moreel veroordeeld in die resolutie.
In resolutie 7 van 26 juni was besloten de situatie in Spanje voorlopig gewoon in de gaten te blijven houden.

## Inhoud
De Veiligheidsraad besloot de situatie in Spanje niet langer op de voet te volgen. De Raad besloot alle notulen en documenten ter zake ter beschikking te stellen aan de Algemene Vergadering van de Verenigde Naties. Secretaris-generaal Trygve Lie werd gevraagd om de Algemene Vergadering in te lichten over deze beslissing.

## Verwante resoluties
- Resolutie 4 Veiligheidsraad Verenigde Naties over de vorming van een onderzoekssubcomité.
- Resolutie 7 Veiligheidsraad Verenigde Naties waarin werd besloten Spanje in de gaten te houden.

Lijst ·  1 ·  2 ·  3 ·  4 ·  5 ·  6 ·  7 ·  8 ·  9 ·  10 ·  11 ·  12 ·  13 ·  14 ·  15